# Stadion 974
Stadion 974 (транслит.), ranije stadion Ras Abu Abud, fudbalski je stadion u Ras Abu Abudu, u Dohi, Katar. Otvoren je 30. novembra 2021, i predstavlja privremeni objekat napravljen od 974 reciklirana kontejnera za otpremu, na kom će se igrati utakmice tokom Svetskog prvenstva u fudbalu 2022, nakon čega će biti demontiran. To je prvi privremeni stadion u istoriji FIFA Svetskog prvenstva.

## Projektovanje i izgradnja
Koncept stadiona je dizajnirao Fenvik Iribaren. Stadion je izgrađen na obali od 450.000 2 i nalazi se na veštačkom rtu. Ima modularni dizajn i uključuje 974 reciklirana transportna kontejnera u znak poštovanja prema industrijskoj istoriji lokacije i međunarodnom pozivnom broju za Katar (+974). Neki od kontejnera sadrže stadionske pogodnosti kao što su kupatila i koncesije. Transportni kontejneri i sedišta koje koristi stadion kasnije će biti demontirani i donirani kao pomoć drugim nerazvijenim zemljama u svetu; to je prvi privremeni objekat u istoriji FIFA Svetskog prvenstva.  
Stadion je jedan od osam koji su preuređeni za FIFA Svetsko prvenstvo u Kataru 2022. Proces nabavke za renoviranje stadiona počeo je 2017. U izgradnji stadiona učestvovali su HBK Contracting Company (HBK), DCB-KA, Time Katar, Fenvick Iribarren Architects (FI-A), Schlaich Bergermann Partner i Hilson Maron.  
Stadion je ocenjen sa četiri zvezdice od strane Globalnog sistema za procenu održivosti (GSAS). 

## Istorija
Stadion je prvobitno najavljen pod imenom “Ras Abu Aboud”. Tokom otvaranja događaja 20. novembra 2021, mesto je zvanično preimenovano u Stadion 974.
Prava utakmica se odigrala na ovom stadionu 30. novembra 2021. godine, na dan otvaranja FIFA arapskog kupa između Ujedinjenih Arapskih Emirata i Sirije. Na stadionu se tokom ovog turnira odigralo pet utakmica.

## Svetsko prvenstvo u fudbalu 2022
Stadion “974” biće domaćin sedam utakmica tokom Svetskog prvenstva u fudbalu 2022.
| Datum             | Vreme | Tim #1      | Rezultat | Tim #2       | Faza          | Pohađanje |
| ----------------- | ----- | ----------- | -------- | ------------ | ------------- | --------- |
| 22. новембар 2022 | 19:00 | Мексико     | 0–0      | Пољска       | Група Ц       | 39.369    |
| 24. новембар 2022 | 19:00 | Португалија | 3–2      | Гана         | Група Х       | 42.662    |
| 26. новембар 2022 | 19:00 | Француска   | 2–1      | Данска       | Група Д       | 42.860    |
| 28. новембар 2022 | 19:00 | Бразил      | 1–0      | Швајцарска   | Група Г       | 43.649    |
| 30. новембар 2022 | 22:00 | Пољска      | 0–2      | Аргентина    | Група Ц       | 44.089    |
| 2. децембар 2022  | 22:00 | Србија      | 2–3      | Швајцарска   | Група Г       | 41.378    |
| 5. децембар 2022  | 22:00 | Бразил      | 4–1      | Јужна Кореја | Осмина финала | 43.847    |